# عصابة الخليج
عصابة الخليج أو أباطرة الخليج (بالأسبانية: Cártel del Golfo, Golfos, أو CDG‏) هي واحدة من أقوى عصابات المخدرات في المكسيك،  ولعلها أقدم جماعات الجريمة المنظمة في البلاد.
يقع نشاط العصابة حاليا بشكل أساسي في ماتاموروس، تاماوليباس، ولكن لها حضور قوي أيضا في 13 ولاية في جميع أنحاء المكسيك، مع مناطق مهمة للعمليات في مدن نويفو لاريدو، ميغيل أليمان، تاماوليباس [الإنجليزية]، ورينوسا، تاماوليباس في شمال ولاية تاماوليباس؛ كما أن لديها عمليات مهمة في ولاية نويفو ليون وميتشواكان. تعرف العصابة باستخدام مجموعة من أساليب العنف والترهيب، إلى جانب كسب المال من بيع المخدرات والضرائب على أي شخص يمرر المخدرات، إضافة إلى الخطف مقابل الفدية.